# Baup
Der Baup ist ein ca. 20 km langer Fluss im Département Ariège in der Region Okzitanien im Süden Frankreichs.

## Verlauf
Der Baup entspringt unter dem Namen Ruisseau de Estanque im südlichen Gemeindegebiet von Rimont, nahe beim Col de Rille, entwässert generell Richtung Westnordwest durch den Regionalen Naturpark Pyrénées Ariégeoises und mündet nach rund 20 km an der Gemeindegrenze von Saint-Lizier und Saint-Girons als rechter, d. h. östlicher Nebenfluss in den Salat.

## Orte am Fluss
(Reihenfolge in Fließrichtung)
- Rimont
- Lescure
- Baliare, Gemeinde Montjoie-en-Couserans
- Saint-Lizier
- Saint-Girons